# سائح بالصدفة (فلم)
سائح بالصدفة (بالإنجليزية: The Accidental Tourist) هو فيلم دراما تم إنتاجه في الولايات المتحدة وصدر في سنة 1988. الفيلم من إخراج لورانس كازدان.

## بطولة
- ويليام هورت
- كاثلين ترنر
- جينا ديفيس

## الميزانية والإيرادات
حقق أرباحا تقدر بـ 32,632,093 (United States) دولار.

### ترشيحات وجوائز
| السنة | الحدث  | الفئة     | النتيجة |
| ----- | ------ | --------- | ------- |
|       | أوسكار | أفضل فيلم | ترشـيـح |

## وصلات خارجية
- مقالات تستعمل روابط فنية بلا صلة مع ويكي بيانات